# Lista de filmes portugueses de 2017
Lista de filmes portugueses de longa-metragem lançados comercialmente em Portugal em 2017, nas salas de cinemas.
Nota: Na coluna coprodução, passando o cursor sobre a bandeira aparecerá o nome do país correspondente.
| #  | Filme                                                          | Realização                                                 | Género                       | Estreia        | Coprodução | Class |
| -- | -------------------------------------------------------------- | ---------------------------------------------------------- | ---------------------------- | -------------- | --- | ----- |
| 1  | Al Berto                                                       | Vicente Alves do Ó                                         | Drama                        | 5 de outubro   | — | M/16  |
| 2  | Alguém Como Eu                                                 | Leonel Vieira                                              | Comédia                      | 12 de outubro  | Brasil | M/12  |
| 3  | Ama-san                                                        | Cláudia Varejão                                            | Aventura                     | 26 de janeiro  | Japão | M/12  |
| 4  | Centro Histórico                                               | Pedro Costa Manoel de Oliveira Víctor Erice Aki Kaurismäki | Drama                        | 23 de novembro | — | M/12  |
| 5  | Comboio de Sal e Açúcar                                        | Licínio Azevedo                                            | Aventura                     | 28 de setembro | França · Brasil · África do Sul · Moçambique                                                                    | M/12  |
| 6  | Cruzeiro Seixas: As Cartas do Rei Artur                        | Cláudia Rita de Sousa Oliveira                             | Documentário                 | 5 de janeiro   | — | M/12  |
| 7  | Delírio em Las Vedras                                          | Edgar Pêra                                                 | Comédia                      | 9 de fevereiro | — | M/12  |
| 8  | O Divã de Estaline                                             | Fanny Ardant                                               | Drama                        | 26 de janeiro  | França · Rússia                                                                                                 | M/12  |
| 9  | Eldorado XXI                                                   | Salomé Lamas                                               | Documentário                 | 9 de fevereiro | França | M/12  |
| 10 | A Estrada 47                                                   | Vicente Ferraz                                             | Drama, guerra, histórico     | 16 de março    | Brasil · Itália                                                                                                 | M/14  |
| 11 | Eusébio: História de Uma Lenda                                 | Filipe Ascensão                                            | Documentário                 | 23 de março    | — | M/6   |
| 12 | A Fábrica de Nada                                              | Pedro Pinho                                                | Drama, musical               | 21 de setembro | — | M/12  |
| 13 | Fátima                                                         | João Canijo                                                | Drama                        | 27 de abril    | França | M/12  |
| 14 | O Fim da Inocência                                             | Joaquim Leitão                                             | Drama                        | 30 de novembro | — | M/16  |
| 15 | A Floresta das Almas Perdidas                                  | José Pedro Lopes                                           | Drama, terror, mistério      | 12 de outubro  | Espanha · Rússia · =Emirados Árabes Unidos                                                                      | M/16  |
| 16 | A Ilha dos Cães                                                | Jorge António                                              | Aventura                     | 20 de abril    | Angola | M/16  |
| 17 | Índice Médio de Felicidade                                     | Joaquim Leitão                                             | Drama                        | 31 de agosto   | — | M/14  |
| 18 | Nos Interstícios da Realidade ou O Cinema de António de Macedo | João Monteiro                                              | Documentário                 | 1 de novembro  | — | M/12  |
| 19 | Jacinta                                                        | Jorge Paixão da Costa                                      | Drama, biográfico            | 13 de abril    | — | M/12  |
| 20 | Juventude                                                      | Julien Samani                                              | Drama                        | 13 de abril    | França | M/12  |
| 21 | Malapata                                                       | Diogo Morgado                                              | Comédia                      | 16 de março    | — | M/12  |
| 22 | A Morte de Luís XIV                                            | Albert Serra                                               | Drama, biográfico, histórico | 12 de janeiro  | França · Espanha                                                                                                | M/12  |
| 23 | Mother's Wish - Desejo de Mãe                                  | Joonas Berghäll                                            | Documentário                 | 30 de novembro | Estados Unidos · México · Canadá · Suécia · Rússia · Dinamarca · Reino Unido · Cazaquistão · Finlândia · Quénia | M/14  |
| 24 | Ornamento e Crime                                              | Rodrigo Areias                                             | Drama, policial              | 23 de março    | Brasil | M/14  |
| 25 | Perdidos                                                       | Sérgio Graciano                                            | Aventura, drama, suspense    | 18 de maio     | — | M/14  |
| 26 | Peregrinação                                                   | João Botelho                                               | Aventura, drama              | 1 de novembro  | — | M/12  |
| 27 | Por Onde Escapam as Palavras                                   | Luís Albuquerque                                           | Drama                        | 25 de maio     | — | M/14  |
| 28 | Porto                                                          | Gabe Klinger                                               | Drama, romance               | 19 de outubro  | Estados Unidos · França · Polónia                                                                               | M/12  |
| 29 | Rosas de Ermera                                                | Luís Filipe Rocha                                          | Documentário                 | 16 de novembro | — | M/12  |
| 30 | São Jorge                                                      | Marco Martins                                              | Drama                        | 9 de março     | — | M/14  |
| 31 | Sonhar Portukália                                              | António Bento Palma                                        | Comédia, drama               | 4 de maio      | — | M/12  |
| 32 | Terceiro Andar                                                 | Luciana Fina                                               | Documentário                 | 15 de junho    | — | M/12  |
| 33 | Todos os Sonhos do Mundo                                       | Laurence Ferreira Barbosa                                  | Drama                        | 26 de outubro  | França | M/12  |
| 34 | Treblinka                                                      | Sérgio Tréfaut                                             | Documentário                 | 13 de julho    | Rússia | M/12  |
| 35 | Verão Danado                                                   | Pedro Cabeleira                                            | Drama                        | 30 de novembro | — | M/16  |
| 36 | Uma Vida à Espera                                              | Sérgio Graciano                                            | Drama                        | 18 de maio     | — | M/14  |
| 37 | Zeus                                                           | Paulo Filipe Monteiro                                      | Drama                        | 5 de janeiro   | — | M/12  |
| 38 | 100 Metros                                                     | Marcel Barrena                                             | Drama, comédia               | 30 de março    | Espanha | M/14  |
| 39 | 3x3D                                                           | Jean-Luc Godard Peter Greenaway Edgar Pêra                 | Comédia, drama               | 23 de novembro | França | M/12  |